# De cypressen
De cypressen is een schilderij van de Nederlandse schilder Vincent van Gogh. Hij schilderde het werk in juni 1889 en nam het nogmaals onder handen in februari 1890. Het is geschilderd in olieverf op doek en meet 92 bij 73 cm.
In juni 1889 richtte Van Gogh zich op de cipressen in de korenvelden rond Saint-Rémy. Hij schilderde twee doeken, waarvan hij de in zijn ogen best geslaagde versie naar zijn broer Theo zond; de andere hield hij zelf.
Nadat het doek bijna een jaar in zijn atelier in Saint-Rémy had gestaan, kreeg Van Gogh in februari 1890 een enthousiast artikel over het doek onder ogen, afkomstig van de Franse kunstcriticus Gabriel-Albert Aurier. Van Gogh wilde iets terugdoen en besloot om het doek - nadat hij het eerst weer onder handen had genomen - aan Aurier cadeau te doen.
In 1914 deden Auriers erfgenamen afstand van het doek ten gunste van Helene Kröller-Müller; het doek behoort tot op de dag van vandaag tot de collectie van het Kröller-Müller Museum.